# Đỗ Xuyên
Đỗ Xuyên là một xã thuộc huyện Thanh Ba, tỉnh Phú Thọ, Việt Nam.
Xã Đỗ Xuyên có diện tích 4,48 km², dân số năm 1999 là 6.525 người, mật độ dân số đạt 1.456 người/km².
Xã Đỗ Xuyên gồm 2 thôn: Thôn Tăng Nhi, Thôn Đỗ Xuyên